# بیابان‌زایی

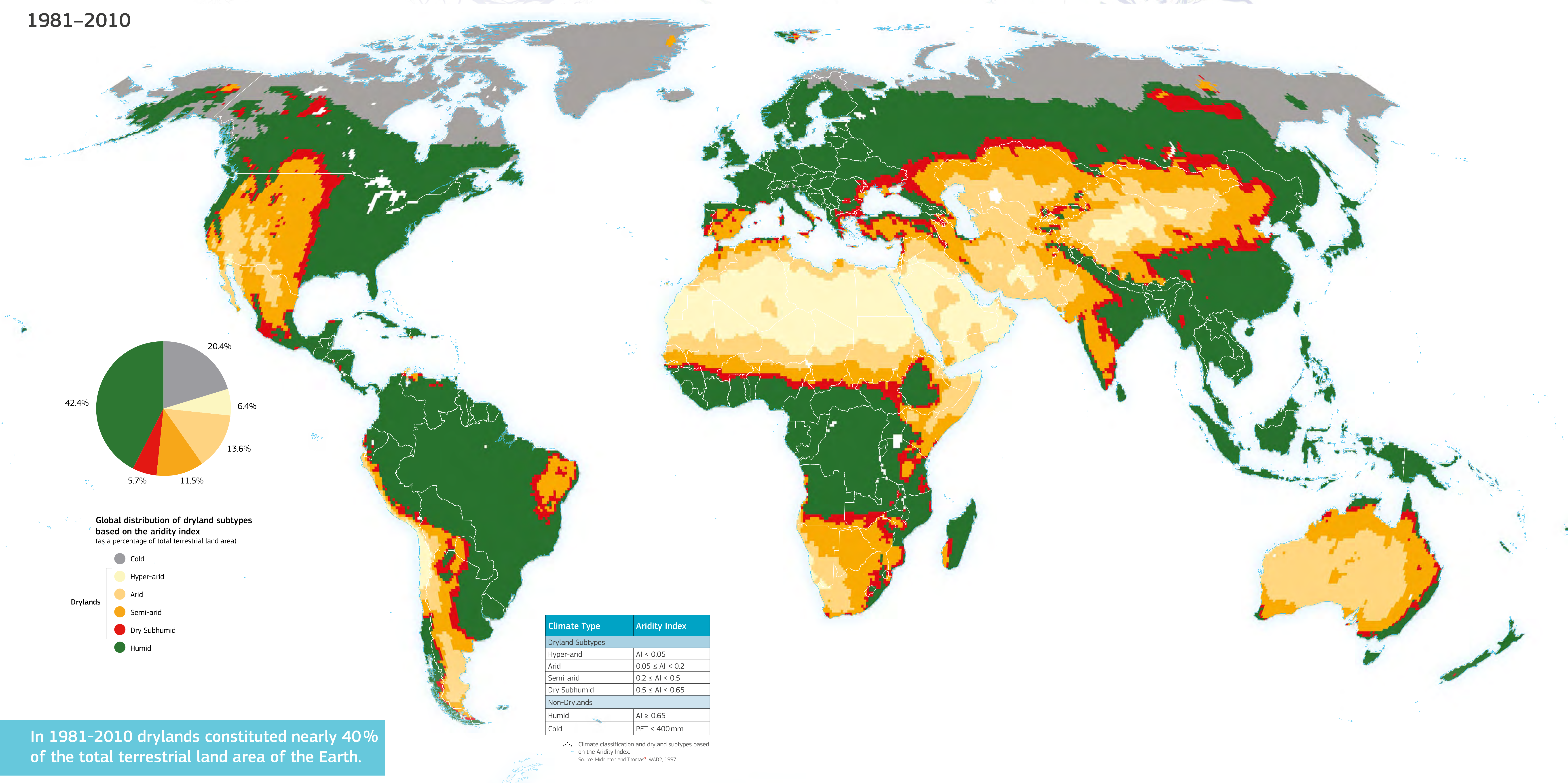
توزیع جهانی مناطق خشک‌بوم بر اساس شاخص خشکی محاسبه شده در یک میانگین ۳۰ ساله بین سال‌های ۱۹۸۱ تا ۲۰۱۰. بیابان‌های نمونه با دسته فراخشک (زرد روشن) نشان داده شده‌اند.

بیابان‌زایی نوعی تخریب زمین تدریجی است که در آن زمین‌های حاصلخیز به بیابان‌های خشک تبدیل می‌شوند، که ناشی از ترکیبی از فرآیندهای طبیعی و فعالیت‌های انسانی است.
علت اصلی بیابان‌زایی، از دست دادن بیشتر پوشش گیاهی است. این پدیده تحت تأثیر عوامل متعددی، به تنهایی یا ترکیبی، مانند خشکسالی، تغییرات اقلیمی، شخم زدن برای کشاورزی، چرای مفرط و جنگل‌زدایی برای سوخت یا مصالح ساختمانی قرار می‌گیرد. اگرچه پوشش گیاهی نقش عمده‌ای در تعیین ترکیب بیولوژیکی خاک دارد، مطالعات نشان داده‌اند که در بسیاری از محیط‌ها، نرخ فرسایش و رواناب با افزایش پوشش گیاهی به صورت نمایی کاهش می‌یابد. سطوح خاک خشک و بدون محافظ، با باد از بین می‌روند یا توسط سیلاب‌های ناگهانی شسته می‌شوند، و لایه‌های زیرین بی‌حاصل خاک را باقی می‌گذارند که در آفتاب خشک شده و به یک لایه سخت غیرمولد تبدیل می‌شوند.
حداقل ۹۰٪ از ساکنان مناطق خشک در کشورهای در حال توسعه زندگی می‌کنند، جایی که آنها از شرایط اقتصادی و اجتماعی نامناسب نیز رنج می‌برند. این وضعیت با تخریب زمین به دلیل کاهش بهره‌وری، ناپایداری شرایط زندگی و دشواری دسترسی به منابع و فرصت‌ها تشدید می‌شود.
مناطق جغرافیایی که بیشترین آسیب را دیده‌اند در آفریقا (منطقه ساحل)، آسیا (بیابان گبی و مغولستان) و بخش‌هایی از آمریکای جنوبی قرار دارند. خشک‌بوم‌ها تقریباً ۴۰ تا ۴۱ درصد از مساحت خشکی زمین را اشغال کرده و محل زندگی بیش از ۲ میلیارد نفر هستند. اثرات بیابان‌زایی شامل طوفان‌های شن و گرد و غبار، ناامنی غذایی و فقر است.
روش‌های کاهش یا معکوس کردن بیابان‌زایی شامل بهبود کیفیت خاک، سبز کردن بیابان‌ها، مدیریت چراگاه‌ها، و درخت‌کاری (جنگل‌کاری و جنگل‌کاری) هستند.
در طول تاریخ زمین‌شناسی، توسعه بیابان‌ها به طور طبیعی در فواصل زمانی طولانی رخ داده است. مطالعه مدرن بیابان‌زایی از مطالعه خشکسالی دهه ۱۹۸۰ در منطقه ساحل نشأت گرفت.

## تعاریف
بیابان‌زایی فرآیند تدریجی افزایش خشکی خاک است. بیابان‌زایی در متن کنوانسیون سازمان ملل متحد برای مبارزه با بیابان‌زایی (UNCCD) به عنوان "تخریب زمین در مناطق خشک، نیمه‌خشک و نیمه‌مرطوب خشک ناشی از عوامل مختلف، از جمله تغییرات اقلیمی و فعالیت‌های انسانی" تعریف شده است.
تعریف بیابان – آن منطقه از زمین که مجموع باران و برف آن بسیار کمتر از مناطق دیگر است، جایی که میانگین سالانه بارندگی کمتر از ۲۵ سانتی‌متر است. تعریف سازمان ملل متحد (۱۹۹۵) – تخریب زمین در مناطق بایر، مرطوب و نیمه‌مرطوب به دلیل تغییرات اقلیمی و فعالیت‌های انسانی، بیابان‌زایی نامیده می‌شود.
تا سال ۲۰۰۵، بحث قابل توجهی بر سر تعریف صحیح اصطلاح بیابان‌زایی وجود داشت و بیش از ۱۰۰ تعریف رسمی موجود بود. گسترده‌ترین تعریف پذیرفته شده از این میان، تعریف فرهنگ لغت دانشگاه پرینستون بود که آن را "فرآیند تبدیل شدن زمین‌های حاصلخیز به بیابان، معمولاً در نتیجه جنگل‌زدایی، خشکسالی یا کشاورزی نامناسب/ناصحیح" تعریف می‌کرد. این تعریف به وضوح ارتباط متقابل بیابان‌زایی و فعالیت‌های انسانی، به ویژه روش‌های استفاده و مدیریت زمین را نشان می‌داد. همچنین به پیامدهای اقتصادی، اجتماعی و زیست‌محیطی بیابان‌زایی اشاره داشت. با این حال، این درک اولیه که بیابان‌زایی شامل گسترش فیزیکی بیابان‌ها می‌شود، رد شده است زیرا این مفهوم از آن زمان تکامل یافته است.
همچنین بحث‌هایی در مورد زیرگروه‌بندی انواع بیابان‌زایی، از جمله، به عنوان مثال، اعتبار و سودمندی اصطلاحاتی مانند "بیابان ساخته دست بشر" و "بیابان بدون الگو" وجود دارد.

## علل

### علل فوری
علت فوری بیابان‌زایی، از دست دادن بیشتر پوشش گیاهی است. این پدیده تحت تأثیر عوامل متعددی، به تنهایی یا ترکیبی، مانند خشکسالی، تغییرات اقلیمی، شخم زدن برای کشاورزی، چرای مفرط و جنگل‌زدایی برای سوخت یا مصالح ساختمانی قرار می‌گیرد. اگرچه پوشش گیاهی نقش عمده‌ای در تعیین ترکیب بیولوژیکی خاک دارد، مطالعات نشان داده‌اند که در بسیاری از محیط‌ها، نرخ فرسایش و رواناب با افزایش پوشش گیاهی به صورت نمایی کاهش می‌یابد. سطوح خاک خشک و بدون محافظ، با باد از بین می‌روند یا توسط سیلاب‌های ناگهانی شسته می‌شوند، و لایه‌های زیرین بی‌حاصل خاک را باقی می‌گذارند که در آفتاب خشک شده و به یک لایه سخت غیرمولد تبدیل می‌شوند.

### تأثیر فعالیت‌های انسانی
مطالعات اولیه استدلال می‌کردند که یکی از رایج‌ترین علل بیابان‌زایی، چرای مفرط و مصرف بیش از حد پوشش گیاهی توسط گاو یا سایر دام‌ها است. با این حال، نقش بهره‌برداری بیش از حد محلی در ایجاد بیابان‌زایی در گذشته نزدیک بحث‌برانگیز است. خشکسالی در منطقه ساحل اکنون عمدتاً نتیجه تغییرپذیری فصلی در بارندگی ناشی از تغییرات گسترده دمای سطح دریا است که عمدتاً توسط تغییرپذیری طبیعی و انتشار انسانی ذرات معلق (ذرات سولفات بازتابنده) و گازهای گلخانه‌ای ایجاد می‌شود. در نتیجه، تغییر دمای اقیانوس و کاهش انتشار سولفات‌ها باعث سبز شدن مجدد منطقه شده است. این امر برخی از محققان را به این سمت سوق داده است که از دست دادن پوشش گیاهی ناشی از کشاورزی را عامل جزئی در بیابان‌زایی بدانند.
دینامیک جمعیت انسانی تأثیر قابل توجهی بر چرای مفرط، کشاورزی بیش از حد و جنگل‌زدایی دارد، زیرا تکنیک‌هایی که قبلاً قابل قبول بودند، ناپایدار شده‌اند.
دلایل متعددی وجود دارد که کشاورزان به جای کشاورزی گسترده، از کشاورزی فشرده استفاده می‌کنند، اما دلیل اصلی به حداکثر رساندن بازده است. با افزایش بهره‌وری، به کود، آفت‌کش و نیروی کار بسیار بیشتری برای نگهداری ماشین‌آلات نیاز دارند. این استفاده مداوم از زمین به سرعت مواد مغذی خاک را کاهش می‌دهد و باعث گسترش بیابان‌زایی می‌شود.

### تغییرات طبیعی
دانشمندان موافقند که وجود بیابان در مکانی که اکنون بیابان صحرا در آن قرار دارد، به دلیل تغییرات طبیعی در تابش خورشیدی ناشی از تقدیم محوری زمین است. چنین تغییراتی بر قدرت مونسون غرب آفریقا تأثیر می‌گذارد و بازخوردهایی در پوشش گیاهی و انتشار گرد و غبار ایجاد می‌کند که چرخه آب و هوای مرطوب و خشک صحرا را تقویت می‌کند. همچنین پیشنهادی وجود دارد مبنی بر اینکه تبدیل صحرا از ساوانا به بیابان در اواسط هولوسن تا حدی به دلیل چرای مفرط دام‌های جمعیت محلی بوده است.

### تغییر اقلیم
تحقیق در مورد بیابان‌زایی پیچیده است و هیچ معیار واحدی وجود ندارد که بتواند همه جنبه‌ها را تعریف کند. با این حال، انتظار می‌رود که تغییرات آب و هوایی شدیدتر، میزان کنونی مناطق خشک در قاره‌های زمین را افزایش دهد: از ۳۸٪ در اواخر قرن بیستم به ۵۰٪ یا ۵۶٪ تا پایان قرن، تحت سناریوهای "متوسط" و گرمایش بالا مسیرهای غلظت نماینده ۴.۵ و ۸.۵. بیشتر این گسترش در مناطقی مانند "جنوب غربی آمریکای شمالی، حاشیه شمالی آفریقا، جنوب آفریقا و استرالیا" مشاهده خواهد شد.
مناطق خشک ۴۱ درصد از سطح خشکی زمین را پوشش می‌دهند و محل زندگی ۴۵ درصد از اراضی کشاورزی جهان هستند. این مناطق از آسیب‌پذیرترین اکوسیستم‌ها در برابر تغییرات اقلیمی انسان‌ساز و تغییر کاربری زمین هستند و در معرض خطر بیابان‌زایی قرار دارند. یک مطالعه انتساب مبتنی بر مشاهده در مورد بیابان‌زایی در سال ۲۰۲۰ انجام شد که تغییرات اقلیمی، تغییرپذیری اقلیم، کوددهی CO2 و همچنین تغییرات تدریجی و سریع اکوسیستم ناشی از کاربری زمین را در نظر گرفت. این مطالعه نشان داد که بین سال‌های ۱۹۸۲ تا ۲۰۱۵، ۶٪ از مناطق خشک جهان به دلیل شیوه‌های ناپایدار کاربری زمین که با تغییرات اقلیمی انسان‌ساز تشدید شده بود، دچار بیابان‌زایی شدند. با وجود سبز شدن میانگین جهانی، تغییرات اقلیمی انسان‌ساز ۱۲.۶٪ (۵.۴۳ میلیون کیلومتر مربع) از مناطق خشک را تخریب کرده است، که به بیابان‌زایی کمک کرده و ۲۱۳ میلیون نفر را تحت تأثیر قرار داده است که ۹۳٪ از آنها در کشورهای در حال توسعه زندگی می‌کنند.

## اثرات

### طوفان‌های شن و گرد و غبار

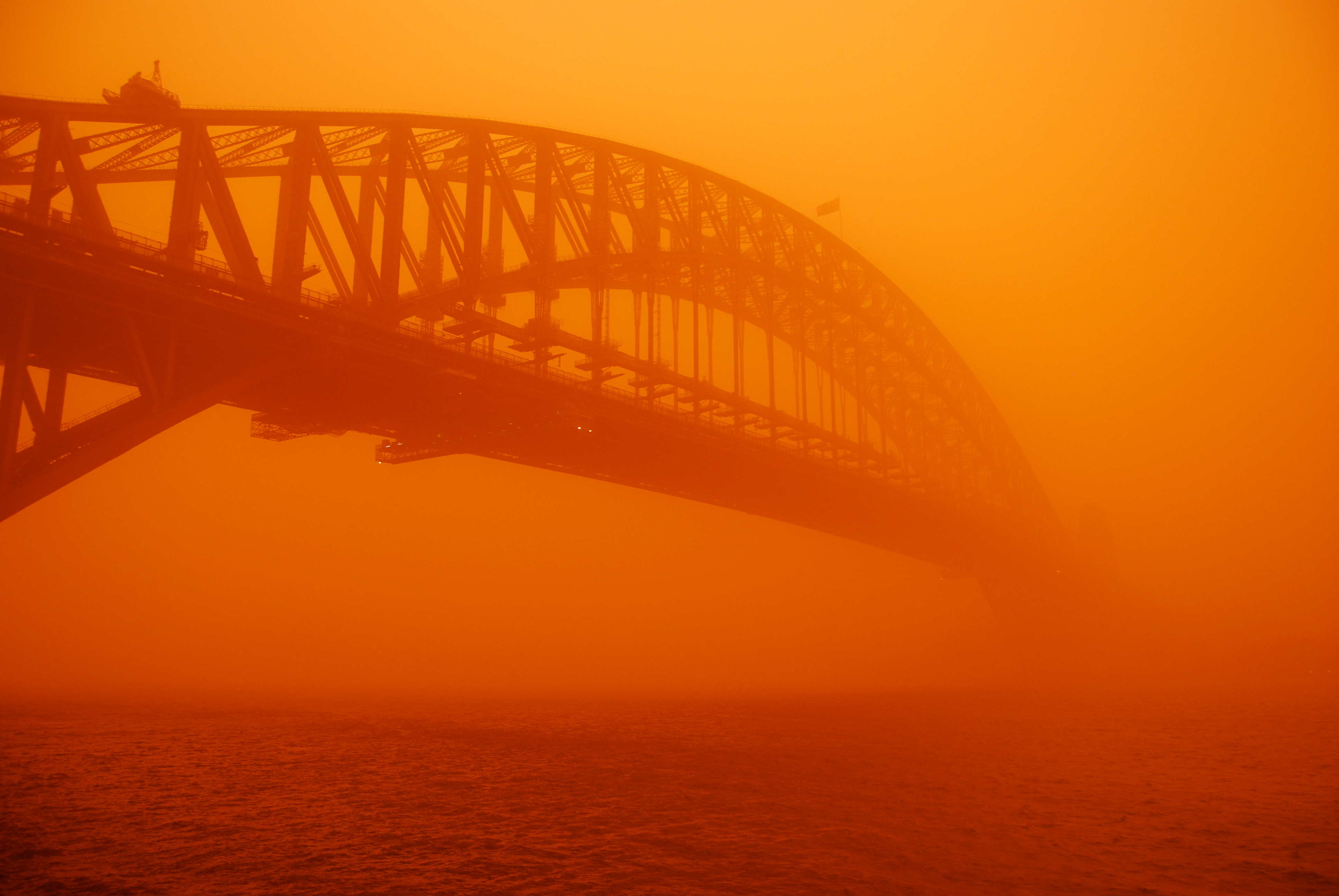
نمایی از پل بندرگاه سیدنی که در غبار پوشیده شده است

افزایش ۲۵ درصدی در انتشار جهانی گرد و غبار سالانه بین اواخر قرن نوزدهم تا به امروز وجود داشته است. افزایش بیابان‌زایی همچنین باعث افزایش مقدار شن و گرد و غبار آزاد شده‌ای می‌شود که باد می‌تواند با خود ببرد و در نهایت منجر به طوفان شود. به عنوان مثال، طوفان‌های گرد و غبار در خاورمیانه "در سال‌های اخیر مکررتر و شدیدتر شده‌اند" زیرا "کاهش طولانی‌مدت بارندگی [باعث] کاهش رطوبت خاک و پوشش گیاهی می‌شود".
طوفان‌های گرد و غبار می‌توانند به برخی اختلالات تنفسی مانند ذات‌الریه، تحریکات پوستی، آسم و بسیاری موارد دیگر کمک کنند. آنها می‌توانند آب‌های آزاد را آلوده کنند، اثربخشی تلاش‌های انرژی پاک را کاهش دهند و بیشتر اشکال حمل و نقل را متوقف کنند.
گرد و غبار و طوفان‌های شن می‌توانند تأثیر منفی بر آب و هوا داشته باشند که می‌تواند بیابان‌زایی را بدتر کند. ذرات گرد و غبار در هوا تابش ورودی از خورشید را پراکنده می‌کنند (حسن، ۲۰۱۲). گرد و غبار می‌تواند پوششی موقتی برای دمای زمین فراهم کند، اما دمای جو افزایش خواهد یافت. این می‌تواند ابرها را تغییر شکل دهد و عمر آنها را کوتاه کند که می‌تواند منجر به کاهش بارندگی شود.

### ناامنی غذایی
امنیت غذایی جهانی توسط بیابان‌زایی تهدید می‌شود. هرچه رشد جمعیت بیشتر شود، غذای بیشتری نیز باید تولید شود. تجارت کشاورزی از یک کشور به کشور دیگر در حال جابجایی است. به عنوان مثال، اروپا به طور متوسط بیش از ۵۰ درصد غذای خود را وارد می‌کند. در همین حال، ۴۴ درصد از اراضی کشاورزی در مناطق خشک قرار دارد و ۶۰ درصد از تولید غذای جهان را تأمین می‌کند. بیابان‌زایی میزان زمین‌های پایدار برای استفاده‌های کشاورزی را کاهش می‌دهد، اما تقاضاها به طور مداوم در حال رشد هستند. در آینده نزدیک، تقاضاها بر عرضه غلبه خواهند کرد. درگیری‌های خشونت‌آمیز چوپان-کشاورز در نیجریه، سودان، مالی و سایر کشورهای منطقه ساحل، با تغییر اقلیم، تخریب زمین و رشد جمعیت تشدید شده است.

### افزایش فقر

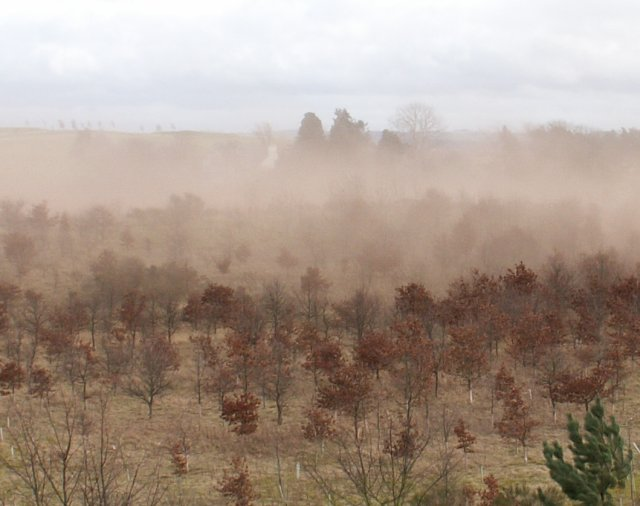
فرسایش بادی در خارج از لئوچارس

حداقل ۹۰ درصد از ساکنان مناطق خشک در کشورهای در حال توسعه زندگی می‌کنند، جایی که آنها از شرایط اقتصادی و اجتماعی نامناسب نیز رنج می‌برند. این وضعیت با تخریب زمین به دلیل کاهش بهره‌وری، ناپایداری شرایط زندگی و دشواری دسترسی به منابع و فرصت‌ها تشدید می‌شود.
بسیاری از کشورهای توسعه‌نیافته تحت تأثیر چرای مفرط، فرسایش خاک و برداشت بیش از حد آب‌های زیرزمینی به دلیل فشار برای بهره‌برداری از اراضی خشک حاشیه‌ای برای کشاورزی قرار دارند. تصمیم‌گیرندگان به طور قابل درکی تمایلی به سرمایه‌گذاری در مناطق خشک با پتانسیل پایین ندارند. این عدم سرمایه‌گذاری به به حاشیه‌راندن این مناطق کمک می‌کند. هنگامی که شرایط نامساعد اقلیمی-کشاورزی با فقدان زیرساخت‌ها و دسترسی به بازارها، و همچنین تکنیک‌های تولید نامناسب و جمعیت کم‌تغذیه و کم‌سواد ترکیب می‌شود، بیشتر این مناطق از توسعه محروم می‌شوند.
بیابان‌زایی اغلب باعث می‌شود که زمین‌های روستایی قادر به حمایت از جمعیت‌هایی با اندازه مشابه که قبلاً در آنجا زندگی می‌کردند، نباشند. این امر منجر به مهاجرت‌های گسترده از مناطق روستایی به مناطق شهری به ویژه در آفریقا می‌شود که بیکاری و زاغه‌نشین‌ها را ایجاد می‌کند. تعداد این پناهندگان محیط زیست هر سال در حال افزایش است، با پیش‌بینی‌هایی برای آفریقای جنوب صحرا که نشان‌دهنده افزایش احتمالی از ۱۴ میلیون در سال ۲۰۱۰ به نزدیک به ۲۰۰ میلیون تا سال ۲۰۵۰ است. این وضعیت بحران آینده‌ای را برای منطقه ایجاد می‌کند، زیرا کشورهای همسایه همیشه توانایی حمایت از جمعیت‌های بزرگ پناهندگان را ندارند.
در مغولستان، ۹۰ درصد از زمین‌ها را مناطق خشک شکننده تشکیل می‌دهند که باعث مهاجرت بسیاری از دامداران به شهرها برای یافتن کار می‌شود. با منابع بسیار محدود، دامدارانی که در مناطق خشک باقی می‌مانند، با دقت بسیار چرا می‌کنند تا زمین را حفظ کنند.
کشاورزی منبع اصلی درآمد برای بسیاری از جوامع بیابانی است. افزایش بیابان‌زایی در این مناطق، زمین را تا حدی تخریب کرده است که مردم دیگر نمی‌توانند به طور مولد کشاورزی کنند و سودی کسب کنند. این امر به طور منفی بر اقتصاد تأثیر گذاشته و نرخ فقر را افزایش داده است.
با این حال، حمایت جهانی فزاینده‌ای مانند هدف ۱۵ توسعه پایدار سازمان ملل متحد برای مبارزه با بیابان‌زایی و بازسازی زمین‌های آسیب‌دیده وجود دارد.

## مناطق جغرافیایی تحت تأثیر
خشک‌بوم‌ها تقریباً ۴۰ تا ۴۱ درصد از مساحت خشکی زمین را اشغال کرده و محل زندگی بیش از ۲ میلیارد نفر هستند. تخمین زده می‌شود که حدود ۱۰ تا ۲۰ درصد از مناطق خشک قبلاً تخریب شده‌اند، کل مساحت تحت تأثیر بیابان‌زایی بین ۶ تا ۱۲ میلیون کیلومتر مربع است، حدود ۱ تا ۶ درصد از ساکنان مناطق خشک در مناطق بیابان‌زده زندگی می‌کنند و یک میلیارد نفر در معرض تهدید بیابان‌زایی بیشتر هستند.

### ساحل
تأثیر تغییر اقلیم و فعالیت‌های انسانی بر بیابان‌زایی در منطقه ساحل آفریقا نمونه بارزی دارد. این منطقه با آب و هوای گرم و خشک، دماهای بالا و بارندگی کم (۱۰۰–۶۰۰ میلی‌متر در سال) مشخص می‌شود. بنابراین، خشکسالی‌ها در منطقه ساحل یک قاعده هستند. ساحل تقریباً ۶۵۰,۰۰۰ کیلومتر مربع از اراضی کشاورزی مولد خود را در ۵۰ سال گذشته از دست داده است؛ گسترش بیابان‌زایی در این منطقه قابل توجه است.

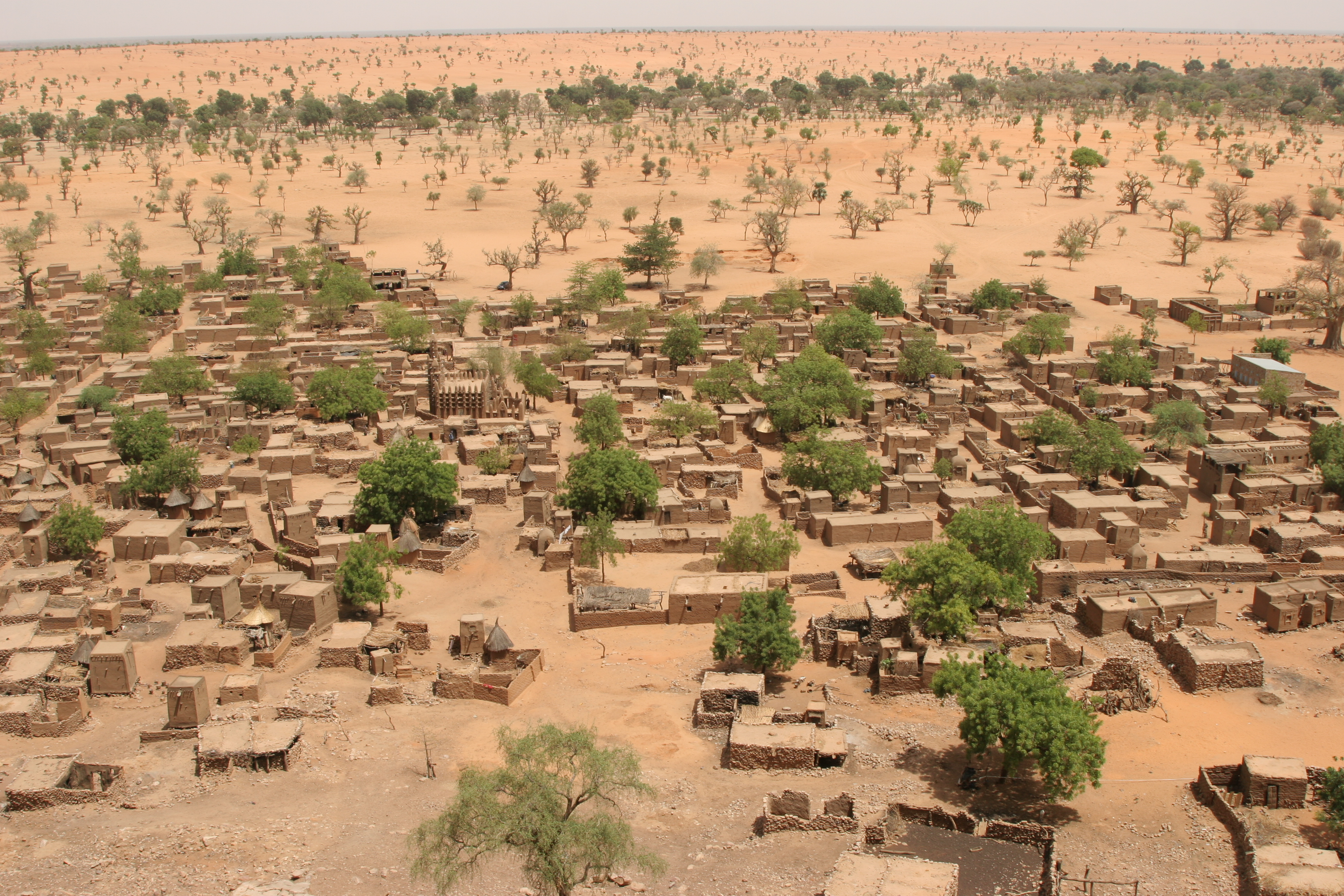
منطقه ساحل مالی

آب و هوای صحرا در چند صد هزار سال اخیر تغییرات عظیمی را تجربه کرده است، که هر ۲۰,۰۰۰ سال بین مرطوب (مرغزار) و خشک (بیابان) در نوسان بوده است (پدیده‌ای که اعتقاد بر این است که ناشی از تغییرات بلندمدت در چرخه اقلیمی شمال آفریقا است که مسیر مونسون شمال آفریقا را تغییر می‌دهد، و ناشی از یک چرخه تقریباً ۴۰,۰۰۰ ساله است که در آن کجی محوری زمین بین ۲۲ درجه و ۲۴.۵ درجه تغییر می‌کند). برخی آمارها نشان داده‌اند که از سال ۱۹۰۰، صحرا ۲۵۰ کیلومتر به سمت جنوب در طول یک نوار ۶,۰۰۰ کیلومتری از غرب به شرق گسترش یافته است.
دریاچه چاد، واقع در منطقه ساحل، به دلیل برداشت آب برای آبیاری و کاهش بارندگی، دچار خشکی شده است. این دریاچه از سال ۱۹۸۷ بیش از ۹۰ درصد کوچک شده است که منجر به آواره شدن میلیون‌ها نفر از ساکنان آن شده است. تلاش‌های اخیر توانسته است پیشرفت‌هایی در جهت احیای آن داشته باشد، اما همچنان در معرض خطر ناپدید شدن کامل قرار دارد.
برای محدود کردن بیابان‌زایی، طرح دیوار سبز بزرگ در سال ۲۰۰۷ آغاز شد که شامل کاشت پوشش گیاهی در طول ۷,۷۷۵ کیلومتر، با عرض ۱۵ کیلومتر، و با مشارکت ۲۲ کشور تا سال ۲۰۳۰ است. هدف این طرح عظیم کاشت، افزایش نگهداری آب در زمین پس از بارندگی‌های فصلی است، که به این ترتیب به بازسازی زمین و کشاورزی آینده کمک می‌کند. سنگال با کاشت ۵۰,۰۰۰ هکتار درخت، به این پروژه کمک کرده است. گفته می‌شود که این کار کیفیت زمین را بهبود بخشیده و باعث افزایش فرصت‌های اقتصادی در منطقه شده است.

### بیابان گبی و مغولستان
یکی دیگر از مناطق اصلی که تحت تأثیر بیابان‌زایی قرار گرفته است، بیابان گبی واقع در شمال چین و جنوب مغولستان است. بیابان گبی سریع‌ترین بیابان در حال گسترش روی زمین است، زیرا سالانه بیش از ۳٬۶۰۰ کیلومتر مربع (۱٬۴۰۰ مایل مربع) مرتع را به زمین بایر تبدیل می‌کند. اگرچه خود بیابان گبی هنوز فاصله زیادی با پکن دارد، گزارش‌های مطالعات میدانی نشان می‌دهند که تپه‌های ماسه‌ای بزرگ تنها ۷۰ کیلومتر (۴۳.۵ مایل) خارج از شهر در حال شکل‌گیری هستند.
در مغولستان، حدود ۹۰٪ از مراتع توسط سازمان ملل متحد در برابر بیابان‌زایی آسیب‌پذیر در نظر گرفته شده است. تخمین زده می‌شود که ۱۳٪ از بیابان‌زایی در مغولستان ناشی از عوامل طبیعی است؛ بقیه به دلیل تأثیر انسانی، به ویژه چرای مفرط و افزایش فرسایش خاک در مناطق زیر کشت است. در طول دوره ۱۹۴۰ تا ۲۰۱۵، میانگین دمای هوا ۲.۲۴ درجه سانتیگراد افزایش یافت. گرم‌ترین دوره ده ساله در آخرین دهه تا سال ۲۰۲۱ بود. بارندگی در این دوره ۷ درصد کاهش یافته است که منجر به افزایش شرایط خشک در سراسر مغولستان شده است. بیابان گبی همچنان به سمت شمال گسترش می‌یابد، و بیش از ۷۰ درصد از زمین‌های مغولستان از طریق چرای مفرط، جنگل‌زدایی و تغییر اقلیم تخریب شده‌اند. علاوه بر این، دولت مغولستان آتش‌سوزی‌های جنگلی، بلایت‌ها، جنگلداری ناپایدار و فعالیت‌های معدن‌کاری را به عنوان علل اصلی بیابان‌زایی در این کشور فهرست کرده است. گذار از دامداری گوسفند به بز به منظور برآوردن تقاضای صادراتی برای پشم کشمیر باعث تخریب مراتع شده است. در مقایسه با گوسفند، بزها با خوردن ریشه‌ها و گل‌ها آسیب بیشتری به مراتع وارد می‌کنند.
برای کاهش تأثیر مالی بیابان‌زایی در مغولستان داخلی، بای جینگ‌ینگ به زنان آموزش گلدوزی سنتی می‌دهد، که سپس آنها را می‌فروشند تا درآمد اضافی فراهم کنند.

### آمریکای جنوبی
آمریکای جنوبی منطقه دیگری است که در معرض بیابان‌زایی قرار دارد، زیرا ۲۵ درصد از زمین‌ها به عنوان مناطق خشک طبقه‌بندی شده‌اند و بیش از ۶۸ درصد از مساحت زمین به دلیل جنگل‌زدایی و چرای مفرط دچار فرسایش خاک شده است. ۲۷ تا ۴۳ درصد از مساحت زمین در بولیوی، شیلی، اکوادور و پرو در معرض خطر بیابان‌زایی قرار دارد. در آرژانتین، مکزیک و پاراگوئه، بیش از نیمی از مساحت زمین به دلیل بیابان‌زایی تخریب شده و نمی‌تواند برای کشاورزی استفاده شود. در آمریکای مرکزی، خشکسالی باعث افزایش بیکاری و کاهش امنیت غذایی شده است - همچنین باعث مهاجرت مردم نیز می‌شود. تأثیرات مشابهی در مناطق روستایی مکزیک مشاهده شده است، جایی که حدود ۱,۰۰۰ کیلومتر مربع از زمین سالانه به دلیل بیابان‌زایی از بین رفته است. در آرژانتین، بیابان‌زایی پتانسیل اخلال در تامین غذای این کشور را دارد.

## معکوس کردن بیابان‌زایی

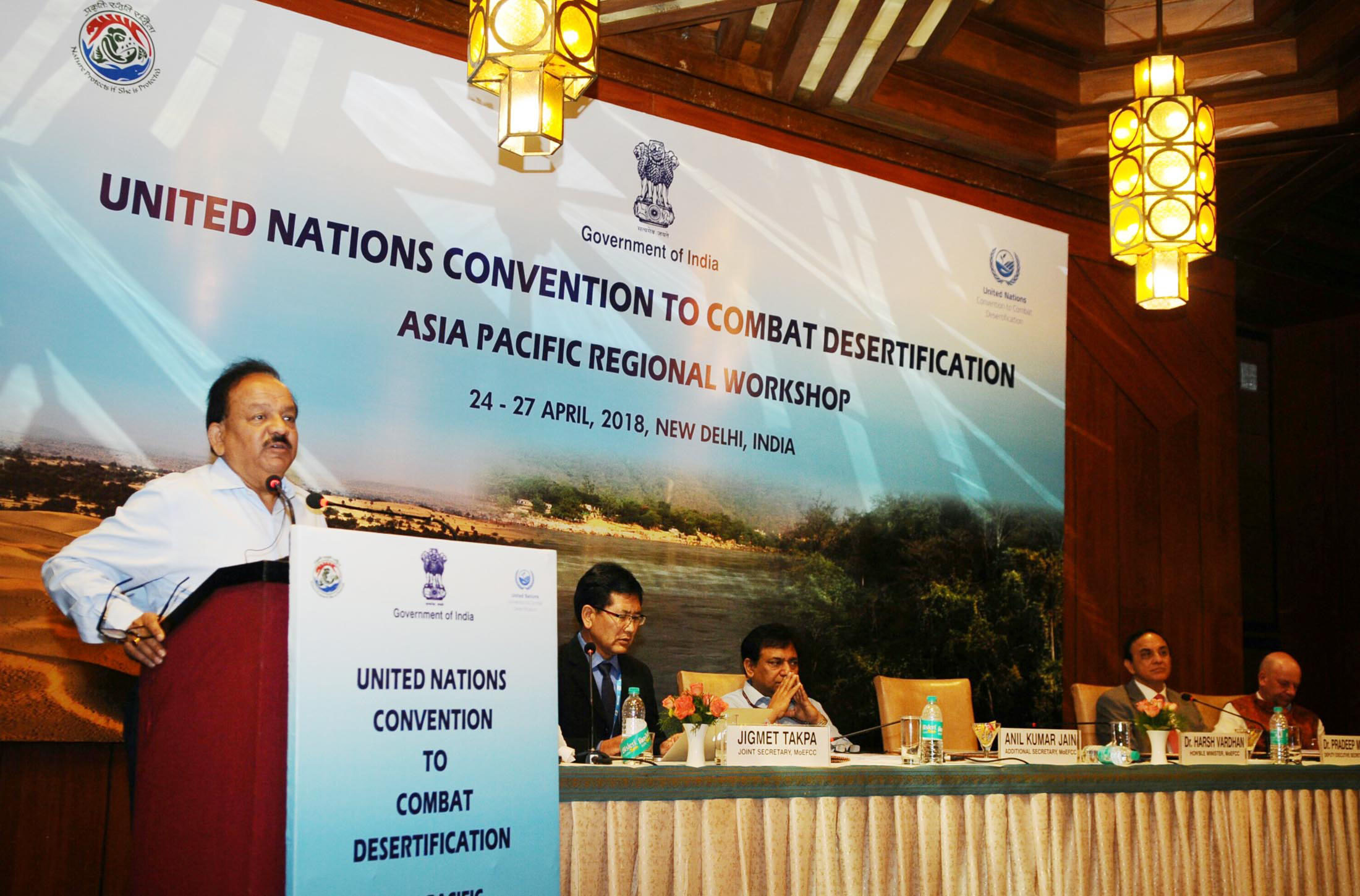
نشستی در سال ۲۰۱۸ در دهلی نو مربوط به کنوانسیون سازمان ملل متحد برای مبارزه با بیابان‌زایی

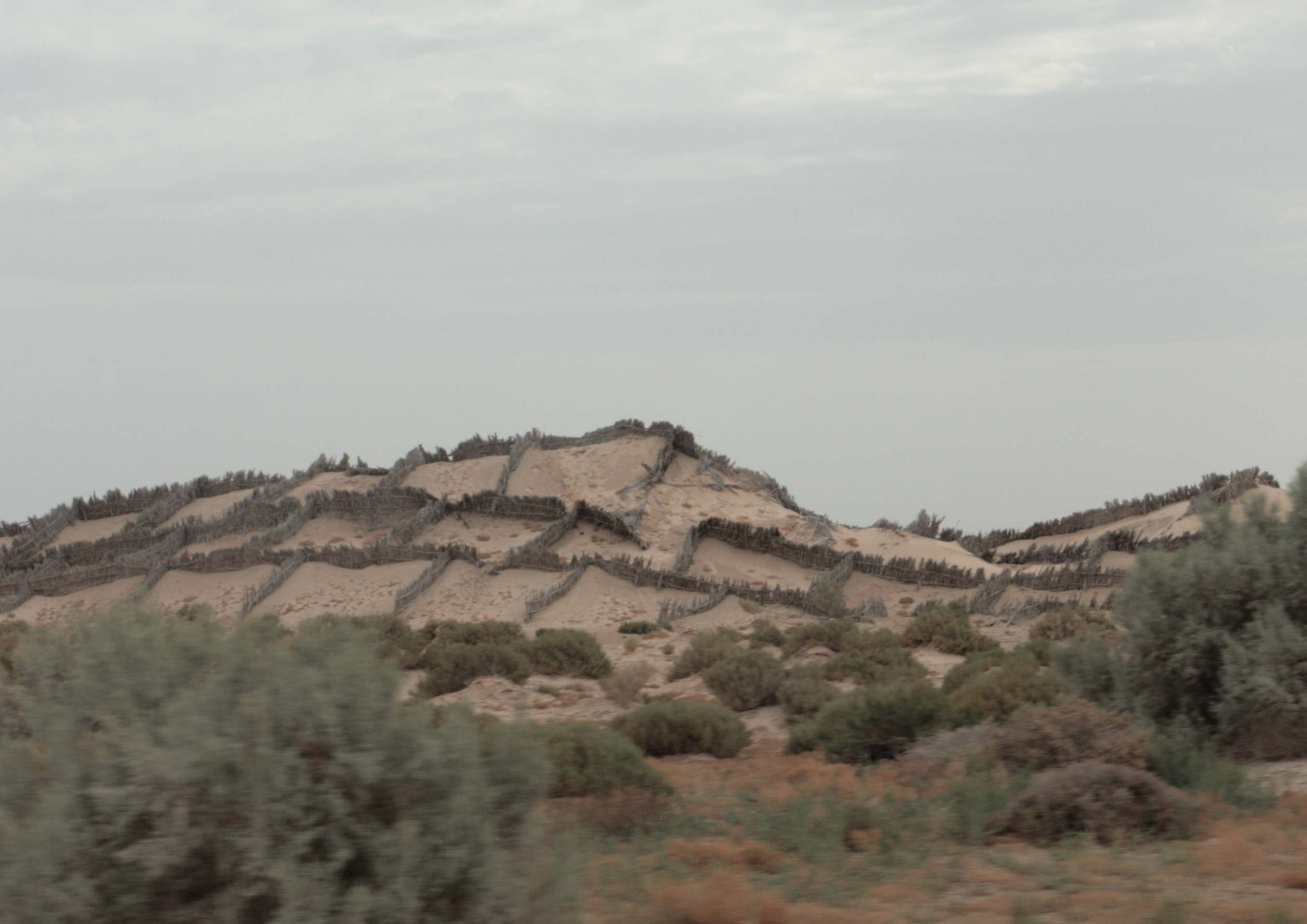
سپرهای ضد شن در شمال صحرا، تونس

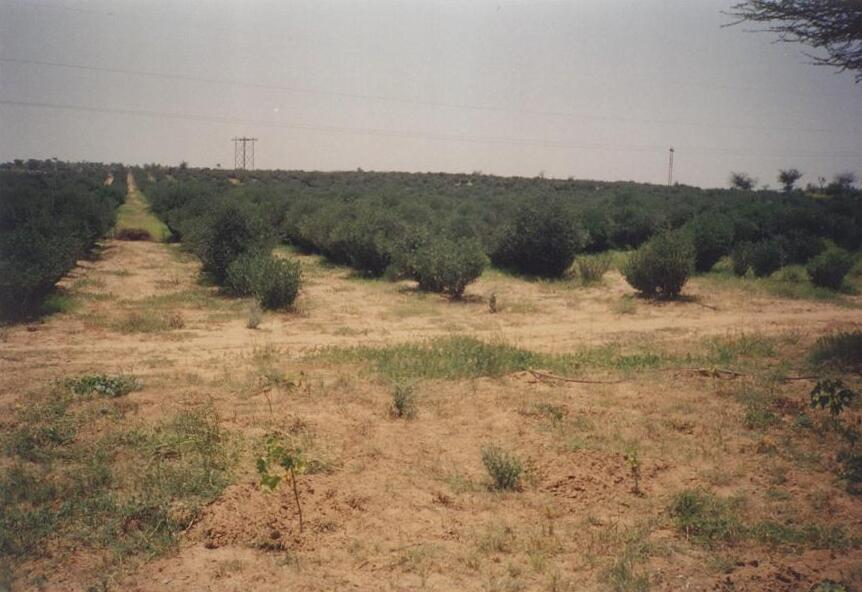
مزارع جوجوبا، مانند آنچه نشان داده شده، در مبارزه با اثرات لبه‌ای بیابان‌زایی در بیابان تار، هند نقش داشته‌اند.

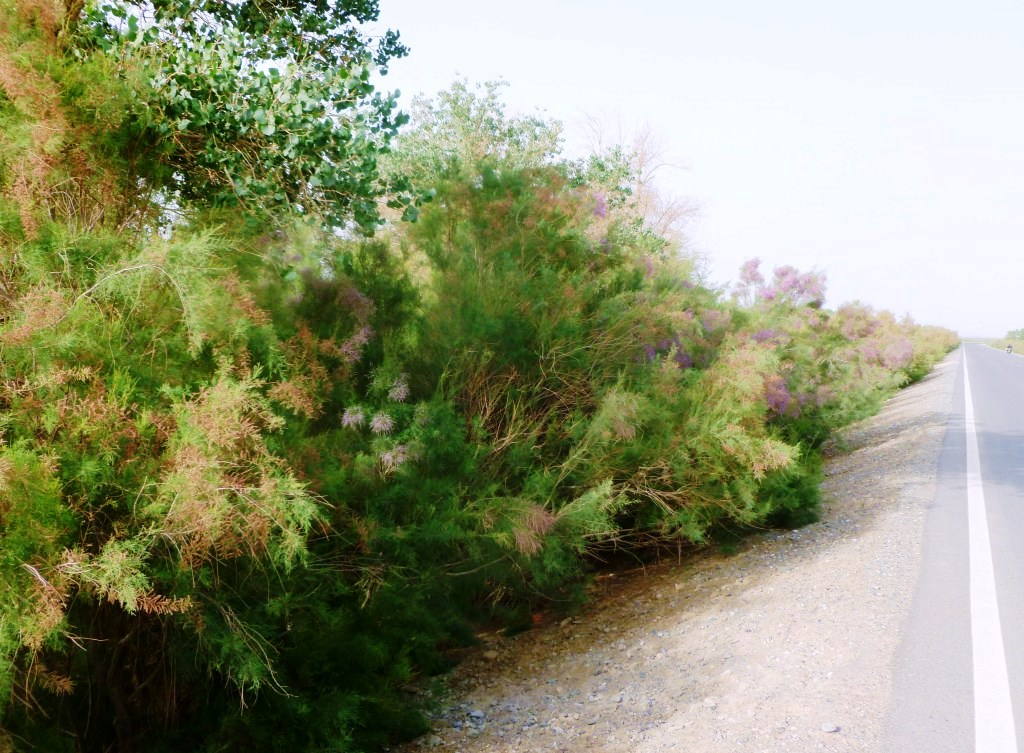
گز کاشته شده در کنار جاده‌ها در سین‌کیانگ نزدیک چرچن برای کاهش سرعت بیابان‌زایی

تکنیک‌ها و اقدامات متقابلی برای کاهش یا معکوس کردن بیابان‌زایی وجود دارد. برای برخی از این اقدامات، موانع متعددی برای اجرای آنها وجود دارد. با این حال، برای برخی دیگر، راه حل به سادگی نیاز به اعمال عقل انسانی دارد.
یکی از موانع پیشنهادی این است که هزینه‌های اتخاذ شیوه‌های کشاورزی پایدار گاهی اوقات از منافع فردی کشاورزان بیشتر است، حتی در حالی که از نظر اجتماعی و زیست‌محیطی مفید هستند. مسئله دیگر، فقدان اراده سیاسی و عدم تأمین مالی برای حمایت از برنامه‌های احیای زمین و ضدبیابان‌زایی است.
بیابان‌زایی به عنوان یک تهدید عمده برای تنوع زیستی شناخته شده است. برخی کشورها برنامه‌های اقدام تنوع زیستی را برای مقابله با اثرات آن، به ویژه در رابطه با حفاظت از گیاهان و جانوران در معرض خطر، تدوین کرده‌اند.

### بهبود کیفیت خاک
تکنیک‌ها بر دو جنبه تمرکز دارند: تأمین آب، و تثبیت و کوددهی فوق‌العاده خاک. تثبیت خاک اغلب از طریق استفاده از کمربندهای محافظ، جنگل‌های کوچک و بادشکن‌ها انجام می‌شود. بادشکن‌ها از درختان و بوته‌ها ساخته شده‌اند و برای کاهش فرسایش خاک و تبخیر و تعرق استفاده می‌شوند.
برخی خاک‌ها (مثلاً خاک رس)، به دلیل کمبود آب می‌توانند به جای متخلخل بودن (مانند خاک‌های شنی) تحکیم شوند. در این صورت، تکنیک‌هایی مانند زایی یا شخم‌زنی برای امکان کاشت محصولات استفاده می‌شوند.
تکنیک دیگری که مفید است، خندق‌کنی کانتوری است. این شامل حفر خندق‌های ۱۵۰ متری طول و ۱ متری عمق در خاک است. خندق‌ها موازی با خطوط ارتفاعی زمین ساخته می‌شوند و از جریان آب در داخل خندق‌ها و ایجاد فرسایش جلوگیری می‌کنند. دیوارهای سنگی در اطراف خندق‌ها قرار داده می‌شوند تا از بسته شدن مجدد خندق‌ها جلوگیری شود. این روش توسط پیتر وستروولد اختراع شد.
غنی‌سازی خاک و بازگرداندن حاصلخیزی آن اغلب توسط گیاهان انجام می‌شود. از این میان، گیاهان لگومینوس که نیتروژن را از هوا جذب کرده و در خاک تثبیت می‌کنند، گیاهان آب‌دار (مانند اپونتیا)، و محصولات/درختان غذایی مانند غلات، جو، لوبیا و خرما مهم‌ترین هستند. حصار شنی نیز می‌تواند برای کنترل رانش خاک و فرسایش شن استفاده شود.
روش دیگر برای بازگرداندن حاصلخیزی خاک، استفاده از کودهای غنی از نیتروژن است. به دلیل هزینه بالای این کود، بسیاری از کشاورزان خرده‌مالکی تمایلی به استفاده از آن ندارند، به ویژه در مناطقی که کشاورزی معیشتی رایج است. چندین کشور، از جمله هند، زامبیا و مالاوی با اجرای یارانه‌ها به این موضوع پاسخ داده‌اند تا به تشویق اتخاذ این روش کمک کنند.
برخی مراکز تحقیقاتی (مانند مرکز تحقیقات بل-ایر IRD/ISRA/UCAD) نیز در حال آزمایش با تلقیح گونه‌های درختی با مایکوریزا در مناطق خشک هستند. مایکوریزا اساساً قارچ‌هایی هستند که به ریشه‌های گیاهان متصل می‌شوند. آنها به این ترتیب رابطه همزیستی با درختان ایجاد می‌کنند و سطح ریشه‌های درخت را به شدت افزایش می‌دهند (که به درخت اجازه می‌دهد مواد مغذی بسیار بیشتری از خاک جمع‌آوری کند).
مهندسی زیستی میکروب‌های خاک، به ویژه فتوسنتز کننده‌ها، نیز به عنوان روشی برای محافظت از مناطق خشک پیشنهاد شده و از نظر نظری مدل‌سازی شده است. هدف این است که حلقه‌های همکاری موجود بین میکروب‌های خاک و پوشش گیاهی تقویت شود.

### سبزسازی بیابان
از آنجا که انواع مختلفی از بیابان‌ها وجود دارد، انواع مختلفی از روش‌شناسی‌های احیای بیابان نیز وجود دارد. مثالی برای این مورد، شوره‌زارهای ربع‌الخالی در عربستان سعودی است. این شوره‌زارها یکی از امیدوارکننده‌ترین مناطق بیابانی برای کشاورزی با آب دریا هستند و می‌توانند بدون استفاده از آب شیرین یا انرژی زیاد احیا شوند.
بازسازی طبیعی با مدیریت کشاورز (FMNR) یکی دیگر از تکنیک‌هایی است که نتایج موفقی برای احیای بیابان به همراه داشته است. از سال ۱۹۸۰، این روش برای جنگل‌کاری مجدد چشم‌اندازهای تخریب شده با موفقیت در نیجر به کار گرفته شده است. این روش ساده و کم‌هزینه به کشاورزان امکان داده است تا حدود ۳۰,۰۰۰ کیلومتر مربع در نیجر را احیا کنند. این فرآیند شامل فعال کردن رشد درختان بومی از طریق هرس انتخابی شاخه‌های بوته است. بقایای درختان هرس شده می‌تواند برای پوشش دادن مزارع استفاده شود که به این ترتیب نگهداری آب در خاک را افزایش داده و تبخیر را کاهش می‌دهد. علاوه بر این، درختان با فاصله مناسب و هرس شده می‌توانند عملکرد محصولات را افزایش دهند. پروژه احیای هومبو که از تکنیک‌های FMNR در اتیوپی استفاده می‌کند، از صندوق بایوکاربن بانک جهانی کمک مالی دریافت کرده است که از پروژه‌هایی که کربن را در جنگل‌ها یا اکوسیستم‌های کشاورزی جذب یا حفظ می‌کنند، پشتیبانی می‌کند.
سازمان خواربار و کشاورزی ملل متحد در سال ۲۰۱۲ طرح احیای مناطق خشک فائو را برای گردآوری دانش و تجربه در مورد احیای مناطق خشک راه‌اندازی کرد. در سال ۲۰۱۵، فائو دستورالعمل‌های جهانی برای احیای جنگل‌ها و مناظر تخریب‌شده در مناطق خشک را با همکاری وزارت جنگلداری و امور آب ترکیه و آژانس همکاری و هماهنگی ترکیه منتشر کرد.
"دیوار سبز چین" یک نمونه برجسته از روشی است که در مبارزه با بیابان‌زایی موفقیت‌آمیز بوده است. این دیوار نسخه بسیار بزرگتری از کاری است که کشاورزان آمریکایی در دهه ۱۹۳۰ برای جلوگیری از طوفان گرد و غبار بزرگ میدوست انجام دادند. این طرح در اواخر دهه ۱۹۷۰ پیشنهاد شد و به یک پروژه مهندسی اکولوژیکی بزرگ تبدیل شده است که پیش‌بینی می‌شود تا سال ۲۰۵۵ به پایان نرسد. طبق گزارش‌های چینی، تقریباً ۶۶ میلیارد درخت در دیوار سبز بزرگ چین کاشته شده است. دیوار سبز چین مساحت بیابانی در چین را به طور میانگین سالانه ۱,۹۸۰ کیلومتر مربع کاهش داده است. دفعات طوفان‌های شن در سراسر کشور به دلیل دیوار سبز ۲۰% کاهش یافته است. به دلیل موفقیتی که چین در توقف گسترش بیابان‌زایی به دست آورده است، برنامه‌هایی در آفریقا در حال حاضر برای آغاز یک "دیوار" در امتداد مرزهای صحرای بزرگ آفریقا نیز در حال انجام است که توسط صندوق جهانی محیط زیست سازمان ملل متحد تأمین مالی خواهد شد.

دیوار سبز بزرگ، کشورهای شرکت‌کننده و ساحل. در سپتامبر ۲۰۲۰ گزارش شد که دیوار سبز بزرگ تنها ۴٪ از مساحت برنامه‌ریزی شده را پوشش داده است.

در سال ۲۰۰۷، اتحادیه آفریقا پروژه دیوار سبز بزرگ آفریقا را به منظور مبارزه با بیابان‌زایی در ۲۰ کشور آغاز کرد. این دیوار ۸,۰۰۰ کیلومتر عرض دارد، که در سراسر قاره کشیده شده و ۸ میلیارد دلار حمایت مالی برای این پروژه وجود دارد. این پروژه ۳۶ میلیون هکتار زمین را احیا کرده است، و تا سال ۲۰۳۰ این طرح قصد دارد در مجموع ۱۰۰ میلیون هکتار را احیا کند. دیوار سبز بزرگ فرصت‌های شغلی زیادی برای کشورهای شرکت‌کننده ایجاد کرده است، به طوری که تنها در نیجریه بیش از ۲۰,۰۰۰ شغل ایجاد شده است.

### مدیریت بهتر چراگاه
مراتع بازسازی شده CO2 را از جو به عنوان مواد آلی گیاهی ذخیره می‌کنند. دام‌های چرنده، که معمولاً به حال خود رها نمی‌شوند، علف را مصرف می‌کنند و رشد آن را به حداقل می‌رسانند.  یک روش پیشنهادی برای بازسازی مراتع از حصارهایی با پادو‌ک‌های کوچک متعدد استفاده می‌کند که گله‌ها را پس از یک یا دو روز از یک پادوک به پادوک دیگر منتقل می‌کند تا از چراکنندگان طبیعی تقلید کند و به علف اجازه رشد بهینه دهد. طرفداران روش‌های مدیریت چراگاه تخمین می‌زنند که افزایش این روش می‌تواند محتوای کربن خاک‌ها را در ۳.۵ میلیارد هکتار از مراتع کشاورزی جهان افزایش دهد و تقریباً ۱۲ سال از انتشار CO2 را جبران کند.

## تاریخچه
بیابان‌های مشهور جهان توسط فرآیندهای طبیعی که در طول فواصل زمانی طولانی با هم در تعامل بوده‌اند، شکل گرفته‌اند. در بیشتر این زمان‌ها، بیابان‌ها مستقل از فعالیت‌های انسانی رشد و کوچک شده‌اند. بیابان‌های باستانی شن‌زارهای بزرگی هستند که اکنون غیرفعال شده‌اند زیرا توسط پوشش گیاهی تثبیت شده‌اند، برخی از آنها فراتر از حاشیه‌های فعلی بیابان‌های اصلی، مانند صحرا، بزرگترین بیابان گرم، گسترش می‌یابند.
شواهد تاریخی نشان می‌دهد که تخریب جدی و گسترده زمین که چندین قرن پیش در مناطق خشک رخ داده بود، سه مرکز داشت: مدیترانه، دره بین‌النهرین و فلات لوس چین، جایی که جمعیت متراکم بود.
اولین بحث شناخته شده در مورد این موضوع اندکی پس از استعمار فرانسه در آفریقای غربی مطرح شد، زمانی که کمیته مطالعات، مطالعه‌ای را در مورد desséchement progressif برای بررسی گسترش ماقبل تاریخ صحرای بزرگ آفریقا سفارش داد. مطالعه مدرن بیابان‌زایی از مطالعه خشکسالی دهه ۱۹۸۰ در منطقه ساحل نشأت گرفت.

## همچنین ببینید
- جنگل‌زدایی و تغییر اقلیم
- کمبود آب
- روز جهانی مبارزه با بیابان‌زایی و خشکسالی

## پیوندهای بیرونی
- وبگاه رسمی دبیرخانه کنوانسیون سازمان ملل متحد برای مبارزه با بیابان‌زایی (UNCCD)
  - تاریخچه رویه‌ای و اسناد مربوطه در مورد UNCCD، از کتابخانه سمعی و بصری حقوق بین‌الملل سازمان ملل متحد
- وبگاه رسمی طرح اقدام علیه بیابان‌زایی، ابتکاری از سازمان خواربار و کشاورزی سازمان ملل متحد از گروه کشورهای آفریقا، کارائیب و اقیانوس آرام
- چشم‌انداز جهانی بیابان‌ها (۲۰۰۶)، گزارش ارزیابی موضوعی در مجموعه چشم‌انداز محیط زیست جهانی (GEO) برنامه محیط زیست سازمان ملل متحد (UNEP).